# Gabi Burgstaller
Gabriele „Gabi” Burgstaller (ur. 23 maja 1963 w Penetzdorfie w gminie Niederthalheim) – austriacka polityk i prawnik, działaczka Socjaldemokratycznej Partii Austrii (SPÖ), w latach 2004–2013 starosta kraju związkowego Salzburg.

## Życiorys
Po maturze spędziła rok w Wielkiej Brytanii, następnie ukończyła prawo na Uniwersytecie w Salzburgu. Od 1987 do 1989 była asystentką na macierzystej uczelni. Następnie od 1989 pozostawała doradcą konsumentów w ramach izby handlowej w Salzburgu.
W 1994, 1999, 2004, 2009 i 2013 wybierano ją do landtagu Salzburga, od 1994 pełniła w nim funkcję szefa frakcji SPÖ. W 1999 została członkiem władz landu, odpowiadając za budownictwo, handel, transport, sprawy kobiet i konsumentów. W marcu 2001 wygrała wybory na szefową salzburskiego SPÖ, awansowała następnie na pierwszego zastępcę starosty (zajmując się sprawami kobiet, młodzieży i konsumentów, zdrowie oraz społeczeństwo).
W 2004 kierowana przez nią partia odniosła sukces wyborach lokalnych, objęła następnie fotel starosty krajowego Salzburga (jako pierwsza kobieta w landzie oraz pierwsza osoba spoza ÖVP po II wojnie światowej). Jako starosta przeforsowała m.in. budzącą kontrowersje liberalizację prawa aborcyjnego. W 2009 utrzymała stanowisko, natomiast po porażce w 2013 zrezygnowała z mandatu i powróciła do pracy w izbie handlowej.

## Życie prywatne
Od 2003 mężatka. Odznaczona Odznaka Honorowa za Zasługi dla Republiki Austrii (2007) i Krzyżem Oficerskim Orderu „Za Zasługi dla Litwy” (2011).